# Saul d'Ungheria
Saul d'Ungheria (1114 circa – 1131) fu l'erede presuntivo del regno d'Ungheria dal 1127 circa.
Figlio di Sofia, l'unica sorella di Stefano II d'Ungheria, lo zio, che era rimasto senza figli, nominò Saul quale suo erede nel 1127. Sebbene Saul sopravvisse allo zio, secondo una fonte tarda, non gli succedette nel ruolo di sovrano e morì prima che Béla II d'Ungheria fosse incoronato re nell'aprile del 1131.

## Biografia
Saul era l'unico figlio conosciuto di Sofia, la figlia di Colomanno il Bibliofilo, re d'Ungheria. A dispetto dell'identità della madre, il nome e la famiglia del padre di Saul restano avvolti nel mistero. La storica Márta Font ipotizza che Saul nacque tra il 1113 e il 1115.
Secondo la Chronica Picta il re Stefano II d'Ungheria, che era senza figli e di salute cagionevole, «ordinò la successione al trono in modo che, dopo la sua morte, regnasse il figlio di sua sorella Sofia, di nome Saul». Lo storico Ferenc Makk afferma che Saul fu nominato erede nella prima metà del 1127. La Chronica Picta non fornisce ulteriori informazioni sulla vita di Saul, ma una fonte successiva ottomana nota come Tarih-i Üngürüs o Storia degli ungheresi, riferisce che sopravvisse allo zio, morto nella primavera del 1131. Secondo quest'ultima opera, Béla II, cugino di Stefano II, fu incoronato re solo il 28 aprile 1131, ovvero quando la morte di Saul era già avvenuta, malgrado non sia individuata una data precisa.

### Fonti primarie
- (EN) Dezső Dercsényi, Leslie S. Domonkos (a cura di), Chronica Picta, Corvina, Taplinger Publishing, 1970, ISBN 0-8008-4015-1.

### Fonti secondarie
- (EN) Márta Font, Koloman the Learned, King of Hungary, Szegedi Középkorász Műhely, 2001, ISBN 963-482-521-4.
- (HU) Gyula Kristó e Ferenc Makk, Az Árpád-ház uralkodói [Sovrani della casata degli Arpadi], I.P.C. Könyvek, 1996, ISBN 963-7930-97-3.
- (EN) Ferenc Makk, The Árpáds and the Comneni: Political Relations between Hungary and Byzantium in the 12th century, traduzione di György Novák, Akadémiai Kiadó, 1989, ISBN 963-05-5268-X.